# Rudy Coddens
Rudy Coddens (Gent, 14 februari 1960) is een Belgische politicus voor Vooruit.
Naast zijn huidig mandaat als OCMW-voorzitter en schepen werd hij vanaf februari 2017 ook bevoegd voor 'Openbaar Groen'. Politicoloog Carl Devos schreef over Rudy Coddens als lijsttrekker voor het kartel sp.a-Groen: hij heeft een bescheiden profiel, is lokaal verankerd, fris, onbesproken, staat dicht bij de mensen, is geloofwaardig en kent als OCMW-voorzitter de miserie van de stad. Hij heeft een soort kalmte over zich waarmee hij het kan maken.
Rudy Coddens startte zijn politieke loopbaan in de OCMW-raad en was tijdens de legislatuur 1994-2000 ondervoorzitter van het Gentse OCMW. In 2000 werd hij verkozen als gemeenteraadslid. In 2003 werd Rudy Coddens schepen in Gent met als bevoegdheden Onderwijs en Opvoeding. In 2010 kreeg hij daar ook de bevoegdheden Noord-Zuidbeleid en het Vredeshuis bij.
Rudy Coddens is tevens actief op sportief en cultureel vlak. Hij speelde zestien jaar tafeltennis in competitieverband en was nadien zeventien jaar voetbalscheidsrechter bij de KBVB O-Vl. Hij houdt zijn conditie op peil met fietsen en wandelen. Daarnaast is hij beheerder van de vzw van het Centrum voor Jonge Kunst in Gent. Hij is voorzitter van de Socialistische Studiekring Gent.
Bij de lokale verkiezingen van 2018 was Coddens de Gentse lijsttrekker en kandidaat-burgemeester voor het kartel sp.a-Groen.
Als lijsttrekker behaalde hij 17.954 voorkeursstemmen. Hij zette na de gemeenteraadsverkiezingen een stap opzij als kandidaat-burgemeester. Op 3 januari 2019 werd hij opnieuw schepen.

## Uitslagen verkiezingen
| Verkiezing                      | Kieskring       | Datum           | Lijst       | Plaats op lijst       | Voorkeursstemmen | Uitslag       | Partijuitslag binnen kieskring |
| ------------------------------- | --------------- | --------------- | ----------- | --------------------- | ---------------- | ------------- | ------------------------------ |
| Gemeenteraadsverkiezing         | Gent            | 8 oktober 2006  | sp.a-spirit | 7e plaats             | 3.564            | 7e titularis  | 31,58 %                        |
| Gemeenteraadsverkiezing         | Gent            | 14 oktober 2012 | sp.a-Groen  | 7e plaats             | 4.155            | 6e titularis  | 45,5 %                         |
| Federale parlementsverkiezingen | Oost-Vlaanderen | 25 mei 2014     | sp.a        | Lijstduwer-20e plaats | 6.238            | niet verkozen | 13,34 %                        |
| Gemeenteraadsverkiezing         | Gent            | 14 oktober 2018 | sp.a-Groen  | 1e plaats             |                  |               |                                |